# Julia Schulte to Bühne
Julia Schulte to Bühne (* 1968) ist eine deutsche Volkskundlerin, sie war Direktorin des Museumsdorfes Cloppenburg (2018–2021). Seit 1. Oktober 2022 ist sie Direktorin des Freilichtmuseum Glentleiten des Bezirks Oberbayern.

## Werdegang
Nach dem Studium der Volkskunde, Pädagogik, Soziologie und Kunstgeschichte an der Westfälischen Wilhelms-Universität in Münster erfolgte die Promotion im Fach Volkskunde.
Von 2012 bis zum 31. März 2018 war Schulte to Bühne als Nachfolgerin von Wolfgang Rüther Geschäftsführerin des Niedersächsischen Heimatbundes. Seit April 2018 war sie Direktorin des Museumsdorfes Cloppenburg. Im August 2021 wurde bekannt, dass sie diese Stelle gekündigt hat. Ihr Nachfolger ist seit 1. April 2022 Torsten W. Müller.

## Schriften
- Das Bäckerhandwerk von 1896 bis 1996 am Beispiel der Stadt Münster. (= Hochschulschrift (Dissertation, Universität Münster (Westfalen), 1999 / Münsteraner Schriften zur Volkskunde/Europäischen Ethnologie, Band 7). Waxmann, Münster u. a. 2000, ISBN 978-3-89325-823-9.
- Tatzen und Schlafaugen. Vom Sammeln und Pflegen geliebter Kindheitsträume.  (= Katalog zur gleichnamigen Ausstellung im Museumsdorf Cloppenburg vom 26. November 2000 bis 28. Januar 2001). Museumsdorf Cloppenburg, Cloppenburg 2000.
- Perücke, Pinsel, Porzellan. Die Sammlung der Puppenmacher Stahl. (= Katalog zur gleichnamigen Ausstellung im Museumsdorf Cloppenburg vom 25. November 2001 bis zum 28. Februar 2002). Museumsdorf Cloppenburg, Cloppenburg 2001, ISBN 3-923675-86-0.